# Friedrichshafen G.I
El Friedrichshafen G.I (designación de fábrica FF.30 o FF.36) fue un prototipo de bombardero pesado que fue construido en Alemania por Flugzeugbau Friedrichshafen en 1915. Fue el primer diseño de Karl Gehlen para la compañía y, aunque no fue producido en cantidad, proporcionó las bases para los posteriores y exitosos bombarderos que culminaron con el G.III.

## Diseño y desarrollo
El Friedrichshafen G.I voló por primera vez en 1915 y estaba concebido originalmente como avión de batalla, pero el énfasis del diseño se cambió al de bombardero cuando el concepto de avión de batalla demostró ser impracticable. El G.I era un biplano con tres tripulantes y un armamento de una única ametralladora montada en un afuste de anillo en el morro del avión. La parte delantera del fuselaje estaba recubierta de contrachapado, mientras que la trasera lo estaba de tela, así como las alas y las superficies de cola. Las alas biplano estaban arriostradas mediante tres pares de soportes interpalanares a cada lado del fuselaje, mientras que la unidad de cola era biplano con forma de caja, con dos timones montados entre las puntas de los estabilizadores horizontales. El fuselaje estaba unido al ala inferior y las dos góndolas motoras estaban suspendidas entre las alas por un sistema de soportes. Cada góndola albergaba un motor de seis cilindros Benz Bz.III de 110 kW (150 hp) en configuración propulsora.

## Operadores
Imperio Alemán
- Luftstreitkräfte

## Especificaciones (G.I)
Referencia datos: Flugzeugbau Friedrichshafen GmbH

### Características generales
- Tripulación: Tres
- Longitud: 11,9 m (39 ft)
- Envergadura: 21,2 m (69,6 ft)
- Altura: 3,2 m (10,3 ft)
- Superficie alar: 73,5 m² (791,2 ft²)
- Peso vacío: 1778 kg (3918,7 lb)
- Peso cargado: 2785 kg (6138,1 lb)
- Planta motriz: 2× motor lineal de 6 cilindros refrigerado por agua Benz Bz.III.
  - Potencia: 110 kW (152 HP; 150 CV) cada uno.
- Hélices: 1× propulsora bipala de paso fijo por motor.

### Rendimiento
- Velocidad máxima operativa (Vno): 136 km/h (85 MPH; 73 kt)
- Alcance: 610 km (329 nmi; 379 mi)

### Armamento
- Ametralladoras: 

  - 1x Parabellum MG 14 de 7,92 mm
- Bombas: 200 kg

## Aeronaves relacionadas

### Aeronaves similares
- AEG G.I
- AEG G.II
- Gotha G.I

### Secuencias de designación
- Secuencia FF._ (interna de Friedrichshafen): ← FF.33 - FF.34 - FF.35 - FF.36 - FF.37 - FF.38 - FF.39 →
- Secuencia G._ (bombarderos biplano bimotor armados del Idflieg, para Friedrichshafen): G.I - G.II - G.III - G.IV →